# Jhon Freddy García
García  Feria est un nom espagnol. Le premier nom de famille, en général paternel, est García ; le second, en général maternel, souvent omis, est Feria.
Jhon Freddy García Feria, né à Buga (dans le département de la Valle del Cauca) le 25 mai 1974, est un coureur cycliste colombien.

## Biographie

### Année 2012
Après plusieurs années dans des équipes professionnelles non-affiliée à l'UCI, il rejoint la seconde formation du projet Coldeportes, pour la saison 2012. Il intègre l'équipe continentale Colombia - Comcel, qui dispute les courses du calendrier national colombien et quelques compétitions de l'UCI America Tour 2012. Ne pouvant disputer la moindre course en début d'année, il met du temps à devenir compétitif. Il n'obtient qu'un seul succès dans la saison. Sa fin d'année est plus consistante avec une présence remarquée au Clásico RCN et aux Jeux Nationaux.

#### Un début de saison tronqué
Après un début d'année marqué par une crise interne à l'équipe, il commence sa saison avec sa nouvelle formation à la Vuelta del Tolima, à la mi-avril. Même s'il est la carte maîtresse de son équipe en cas d'arriver au sprint, il apparaît, pour la première fois sur les podiums, début août. Il termine deuxième de l'étape de clôture de la Clásica del Meta, une étape en circuit qui se termine au sprint. Il est seulement devancé par Marvin Angarita, qui avait profité de son aspiration. Il remporte sa seule et unique victoire de l'année, deux semaines plus tard, lors de la dernière étape de la Vuelta a Antioquia. Il dispose au sprint de deux de ses coéquipiers, pour offrir un triplé à sa formation, lors du traditionnel circuit de clôture sur l'avenue Oriental à Medellín, gagnant ainsi pour la quatrième fois sur ce parcours.

#### Clásico RCN
Fin septembre, il dispute le 52e Clásico RCN avec l'équipe Coltejer - Alcaldía de Manizales, renforcée pour l'occasion. Partant dans les premiers, il profite de l'absence d'un fort vent latéral, qui défavorisera les concurrents suivants, pour réaliser un très bon prologue. Il reste plusieurs heures leader du Clásico RCN, avant de finalement se classer cinquième. Grappillant cinq secondes de bonifications lors de deux étapes volantes, il grimpe, même, à la quatrième place du classement provisoire, à l'issue de la deuxième étape. Le lendemain, avec la montée de l'Alto de Ventanas, sans surprise, il concède vingt-et-une minutes et toute chance de bien figurer au classement général final. Deux jours après, il est tout près de la victoire à Cali. Lançant le sprint en tête, seul Byron Guamá réussit à le remonter, il échoue à la deuxième place, pour quelques centimètres. Il termine la course à la 67e place du classement général individuel et à la sixième place du classement général des étapes volantes.

#### Juegos Deportivos Nacionales
Un mois plus tard, il dispute les XIXe Juegos Deportivos Nacionales, pour son département natal de la Valle del Cauca. Disputant les épreuves sur piste sur le vélodrome Alcides Nieto Patiño de Cali, il glane deux médailles de bronze. Le premier jour, quatrième temps des qualifications de la poursuite par équipes, il monte sur la dernière marche du podium. En finale, moins bien partis que les Boyacenses, un membre de cette formation chute. Ceux-ci doivent laisser le bronze aux représentants vallecaucanos. Le dernier jour, il monte à la troisième place du classement provisoire à l'issue de la quatrième épreuve de l'omnium masculin. Il conserve cette place pour empocher sa deuxième médaille des Jeux. Il dispute également les épreuves sur route. Terminant dixième du contre-la-montre, il est, au départ de la course en ligne, la meilleure chance de son département, en cas d'arriver au sprint. Sous l'effort des coureurs du département de Boyacá, le peloton se scinde en deux, laissant seulement vingt-quatre coureurs (dont García) se disputer le titre. Mais dans le dernier tour, il ne peut rien faire, lorsque Félix Cárdenas lance son attaque décisive dans la principale difficulté du circuit. Cárdenas emmenant avec lui, deux autres coureurs, Jhon Freddy García termine à la quatrième place, légèrement détaché devant le reste des prétendants.

### 2013-
Jhon Freddy García est l'entraîneur personnel de Jarlinson Pantano.

## Palmarès sur piste

### Par années
- 1998
  -  Médaillé d'or de la vitesse par équipes aux Jeux d'Amérique centrale et des Caraïbes[22].
  -  Médaillé d'or de la course à l'américaine aux Jeux d'Amérique centrale et des Caraïbes[23].
  -  Médaillé de bronze de la poursuite par équipes aux Jeux d'Amérique centrale et des Caraïbes[24].
- 1999
  - 3e de la poursuite par équipes de la manche de coupe du monde à Mexico.
- 2009
  -  Médaillé d'or de la poursuite individuelle des Championnats de Colombie sur piste[25].
  -  Médaillé d'or de la poursuite par équipes des Championnats de Colombie sur piste[26].
- 2012
  -  Médaillé de bronze de la poursuite par équipes des XIX Juegos Deportivos Nacionales (avec Juan Martín Mesa, Andrés Alzate et Cristian Naranjo)[27].
  -  Médaillé de bronze de l'omnium des XIX Juegos Deportivos Nacionales[28].

## Palmarès sur route

### Par années
- 2000
  - 10e étape du Tour de Colombie
  - 3e et 4e étapes du Clásico RCN
- 2001
  - 2e étape du Tour du Maroc
- 2002
  -  Champion de Colombie sur route
  - 14e étape du Tour de Colombie
- 2004
  - 10e et 11e étapes du Tour de Colombie
- 2006
  - 4e et 10e (Clm par équipes) étapes du Tour de Colombie
  - 1re étape du Clásico RCN
  -  Médaillé d'argent de la course en ligne aux Jeux d'Amérique centrale et des Caraïbes[29]
  - 3e du championnat de Colombie sur route
- 2008
  - 2e étape du Tour de Colombie[30]

### Résultats sur lesgrands tours

#### Tour d'Italie
3 participations.
- 2001 : abandon lors de la 8e étape.
- 2002 : abandon lors de la 15e étape[31].
- 2003 : hors-délai lors de la 18e étape.

#### Tour de France
Aucune participation.

#### Tour d'Espagne
Aucune participation.

### Classements mondiaux
| Année            | 2006 | 2007 | 2008 | 2009 |
| ---------------- | ---- | ---- | ---- | ---- |
| UCI America Tour | 121e | 343e | 183e | 429e |

## Résultats sur les championnats

### Jeux olympiques
| 1 participation. - Sydney 2000 - Abandon lors de la course en ligne. | 1 participation. - Atlanta 1996 - 17e temps des participants de la poursuite par équipes (éliminé au tour qualificatif). Il n'y a seulement que huit qualifiés lors de ces tours éliminatoires. |

### Championnats panaméricains
| Course en ligne 2 participations. - Indaiatuba 2006 : 42e au classement final. - Tlaxcala 2009 : abandon. | - Puerto La Cruz 1996 - Médaillé d'or de la poursuite par équipes. |

### Jeux d'Amérique centrale et des Caraïbes
| - Maracaibo 1998 - Médaillé d'or de la vitesse par équipes. - Médaillé d'or de la course à l'américaine. - Médaillé de bronze de la poursuite par équipes. | - Carthagène des Indes 2006 - Médaillé d'argent de la course en ligne. |

### Championnats de Colombie

#### Piste
- Barranquilla 2009
  -  Médaillé d'or de la poursuite individuelle[25].
  -  Médaillé d'or de la poursuite par équipes[26].
  -  Médaillé d'argent de la course à l'américaine[40].
- Cali 2012
  -  Médaillé de bronze de la poursuite par équipes des XIX Juegos Deportivos Nacionales (avec Juan Martín Mesa, Andrés Alzate et Cristian Naranjo)[27].
  -  Médaillé de bronze de l'omnium des XIX Juegos Deportivos Nacionales[28].